# Sonate K. 447
La sonate K. 447 (F.393/L.294) en fa dièse mineur est une œuvre pour clavier du compositeur italien Domenico Scarlatti.

## Présentation
La sonate K. 447, en fa dièse mineur, est notée Allegro. Wanda Landowska nous en offre une description révélatrice : « La passion, l'amplitude et le contraste entre lumière et ombre lui confèrent la portée d'une œuvre orchestrale. » On peut entendre de nombreuses techniques familières dans cette pièce à forme contrapuntique : ouvertures en canon, syncope, voix décalées et tierces rapides. Par certains côtés cette sonate est liée stylistiquement à la K. 27, plus connue.

## Manuscrits
Le manuscrit principal est le numéro 30 du volume X (Ms. 9781) de Venise (1755), copié pour Maria Barbara ; les autres sont Parme XII 26 (Ms. A. G. 31417), Münster II 43 (Sant Hs 3965). Une copie figure à la Morgan Library, ms. Cary 703 (no 102).

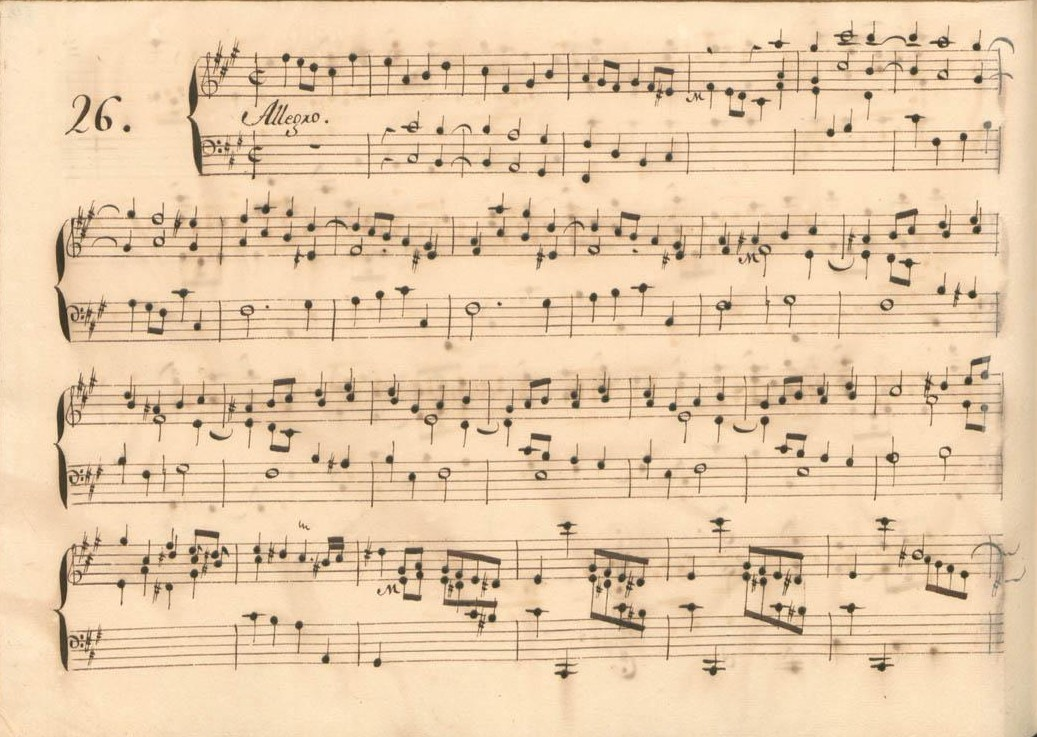
Parme XII 26.
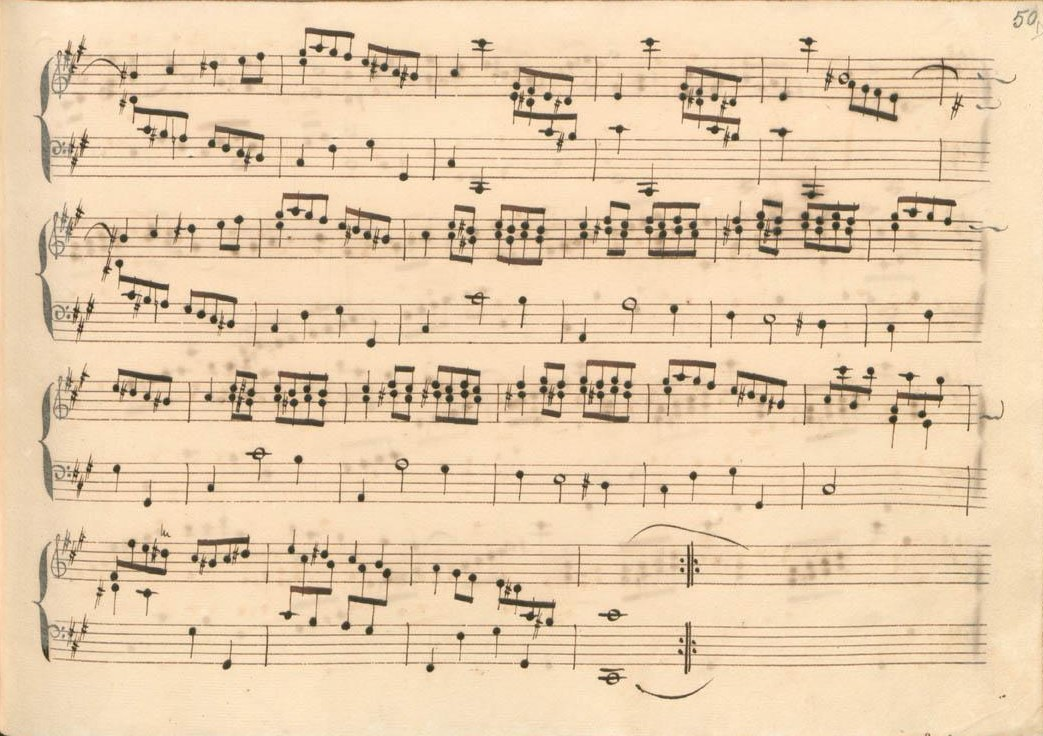
Parme XII 26 (fin de la première section).
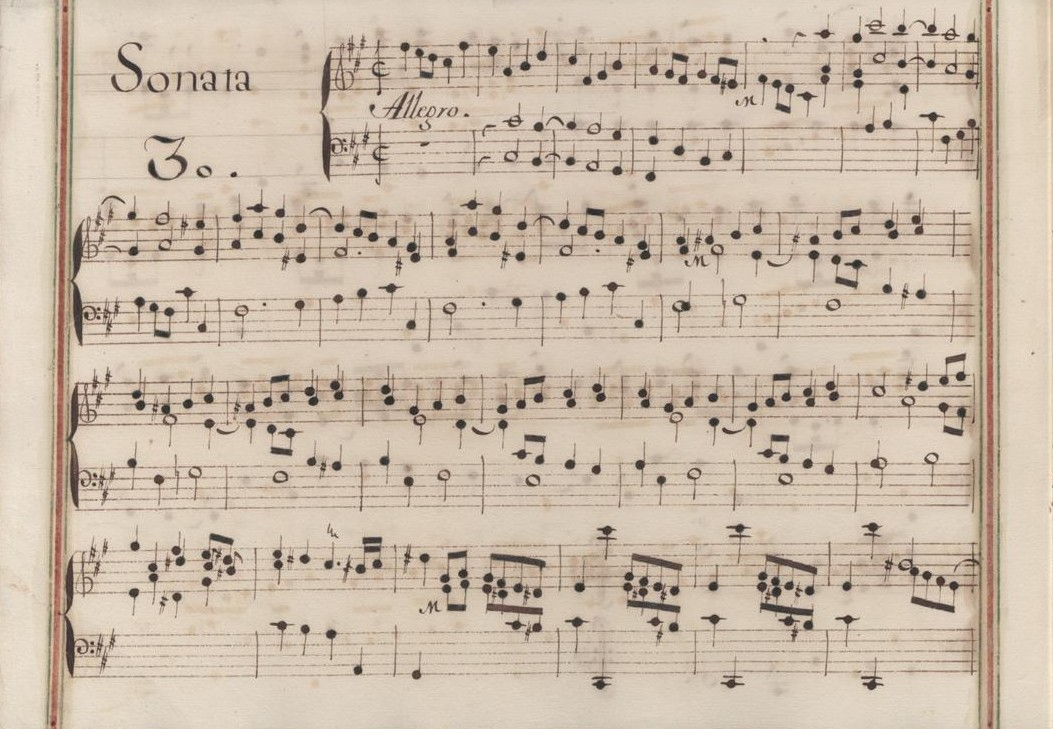
Venise X 30.
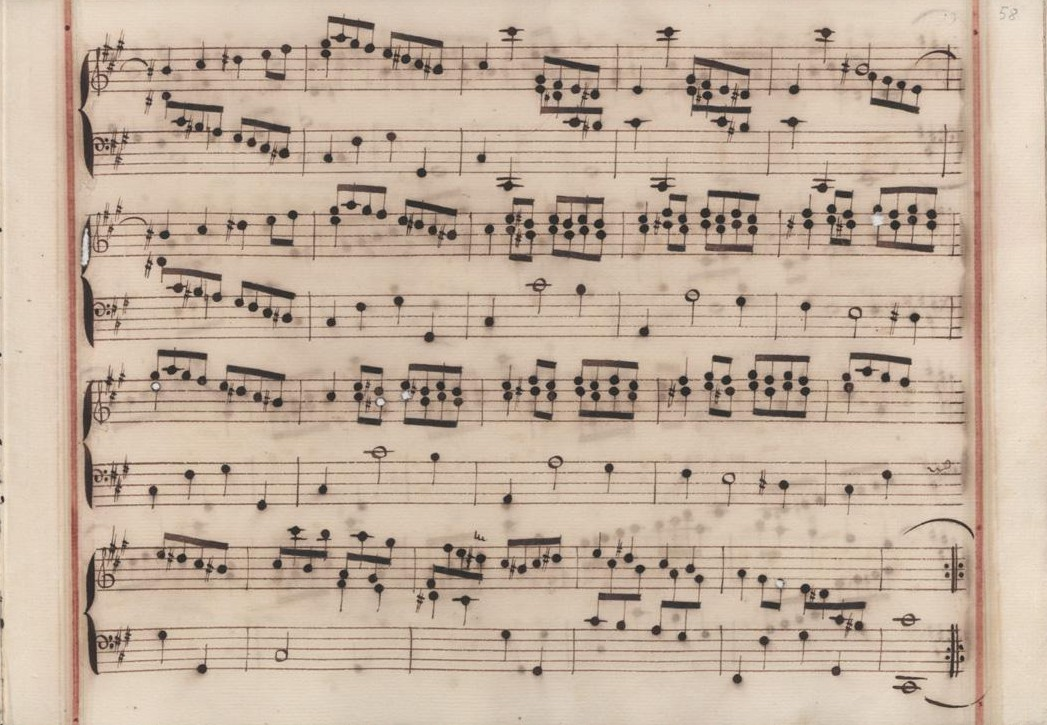
Venise X 30 (fin de la première section).
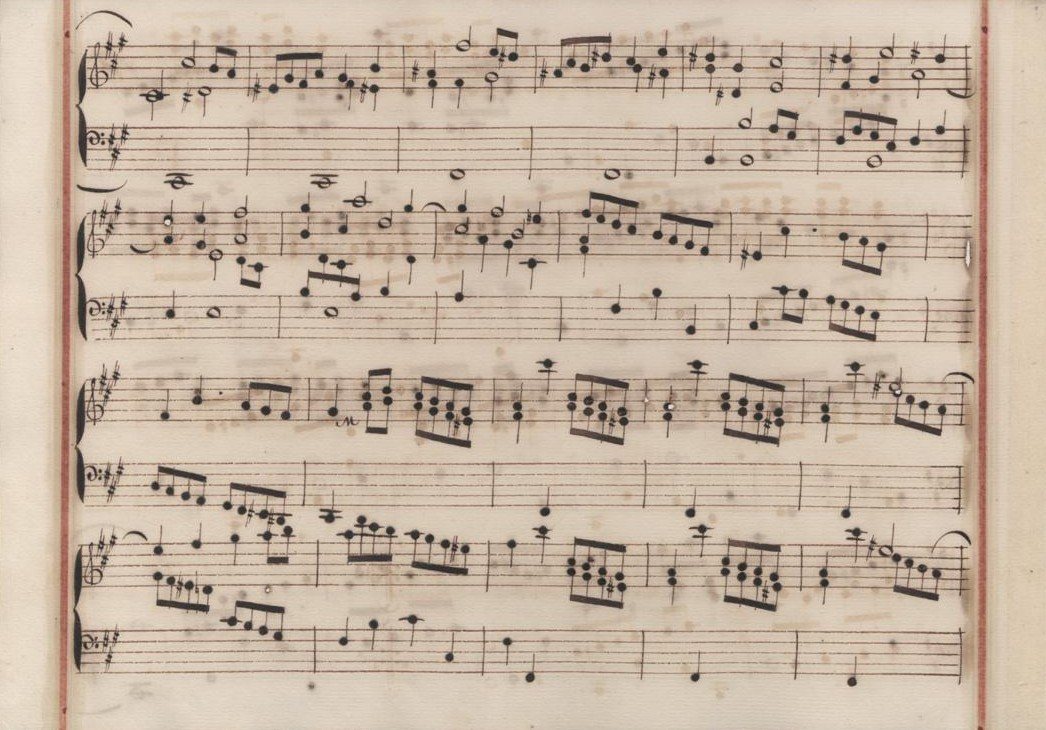
Venise X 30 (seconde section).
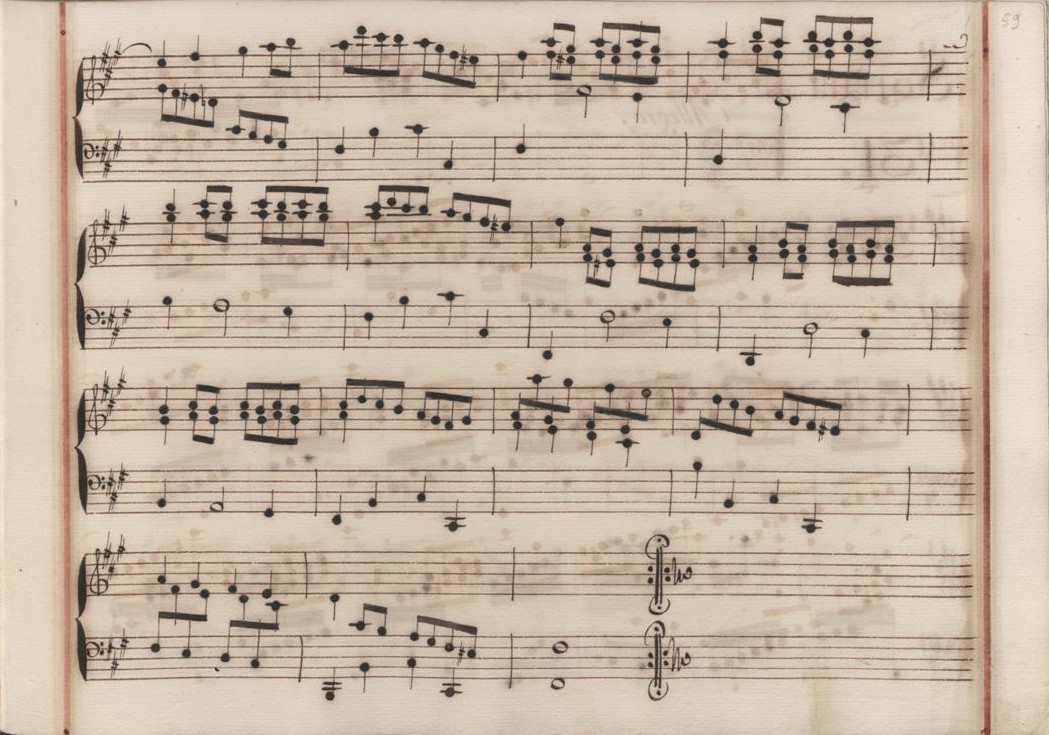
Venise X 30 (fin de la sonate).

## Interprètes
La sonate K. 447 est défendue au piano, notamment par Kathleen Long (1950, Decca), Jenő Jandó (1999, Naxos), Carlo Grante (2016, Music & Arts, vol. 5) et Lucas Debargue (2019, Sony) ; au clavecin par Wanda Landowska (1934), Scott Ross (1985, Erato), Richard Lester (2003, Nimbus, vol. 3) et Pieter-Jan Belder (Brilliant Classics, vol. 10).

## Sources
: document utilisé comme source pour la rédaction de cet article.
- Ralph Kirkpatrick (trad. de l'anglais par Dennis Collins), Domenico Scarlatti, Paris, Lattès, coll. « Musique et Musiciens », 1982 (1re éd. 1953 (en)), 493 p. (ISBN 978-2-7096-0118-4, OCLC 954954205, BNF 34689181).
- Alain de Chambure, « Domenico Scarlatti : Intégrale des sonates — Scott Ross », Erato (2564-62092-2), 1985 (OCLC 891183737) .
- (en) Carlo Grante, « Domenico Scarlatti, intégrale des sonates pour clavier (vol. 5) », Music & Arts (CD-1294), 2017 (OCLC 1079366528) .